# ヨブ・ベルクヘイデ
ヨブ・アドリアーンスゾーン・ベルクヘイデ（Job Adriaenszoon Berckheyde、1630年1月27日（洗礼日）– 1693年11月23日）は17世紀のオランダの画家である。ハールレム、アムステルダム、デン・ハーグで活躍した。

## 略歴
ハールレムで生まれた。弟に画家になったヘリット・ベルクヘイデ（1638–1698）がいる。1644年からハールレムの画家、ヤコブ・ウィレムスゾーン・デ・ウェット(Jacob Willemszoon de Wet)の徒弟となり、1654年にハールレムの聖ルカ組合の親方になった。1656年から自ら絵を教えた弟のヘリットとともに、旅に出てケルンやボン、マンハイムを旅しハイデルベルクに到り、ハイデルベルクでプファルツ選帝侯カール1世の宮廷で働き、肖像画や狩りの情景を描き褒章を得た。1680年にはハールレムに戻り、弟と一緒に住み工房を開いた。
1666年から1682年の間、ハールレムの文芸・演劇の組織（rederijkersgilde:修辞の部屋）である「De Wijngaardranken」の会員であり、アムステルダムでも働き、1685年から1688年の間はアムステルダムの聖ルカ組合にも加入した。
建物のある風景画や室内画、風俗画を描くのを好んだとされる。

## 作品

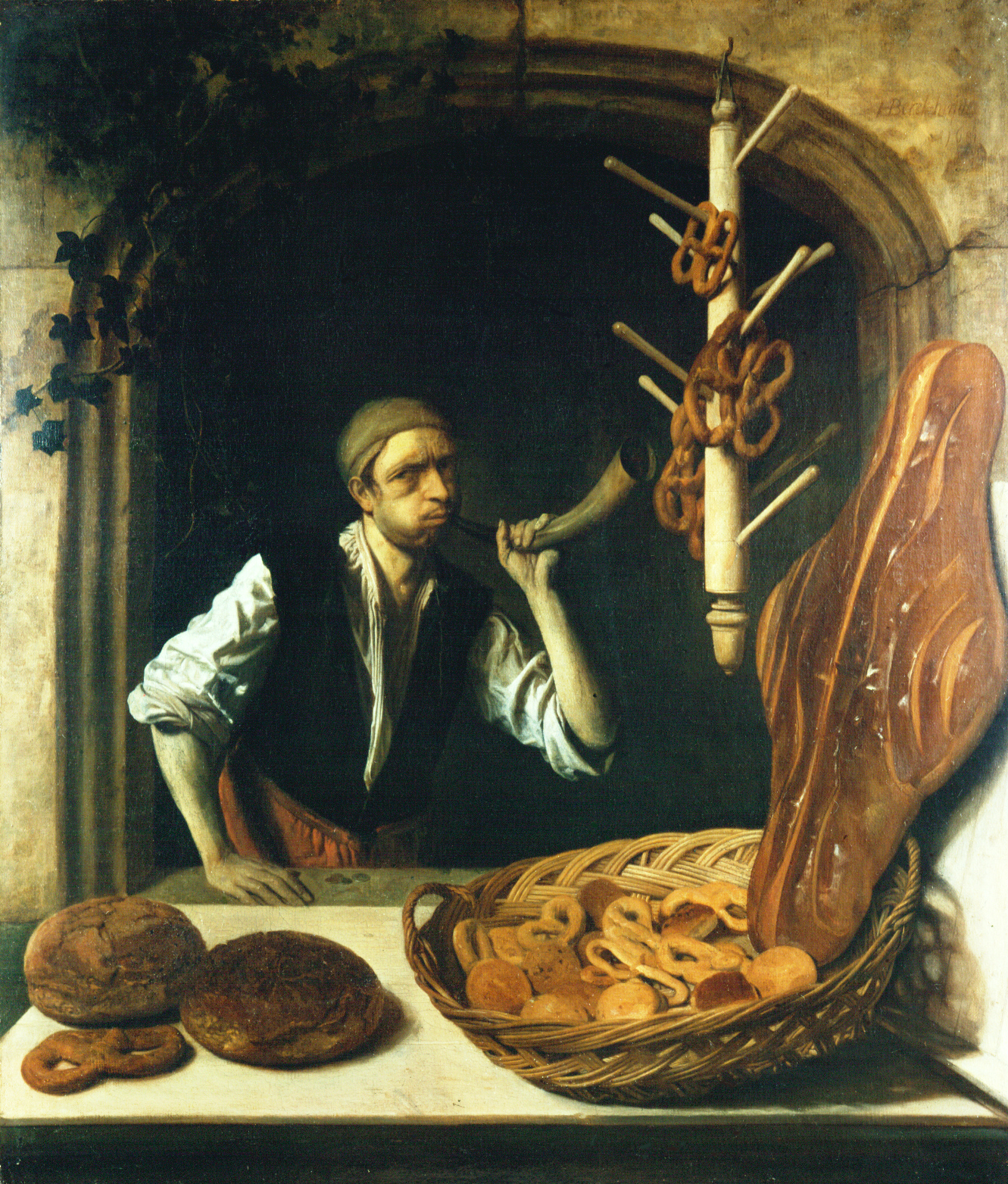
オランダのパン屋 (1681) Museum der Brotkultur (Ulm)蔵
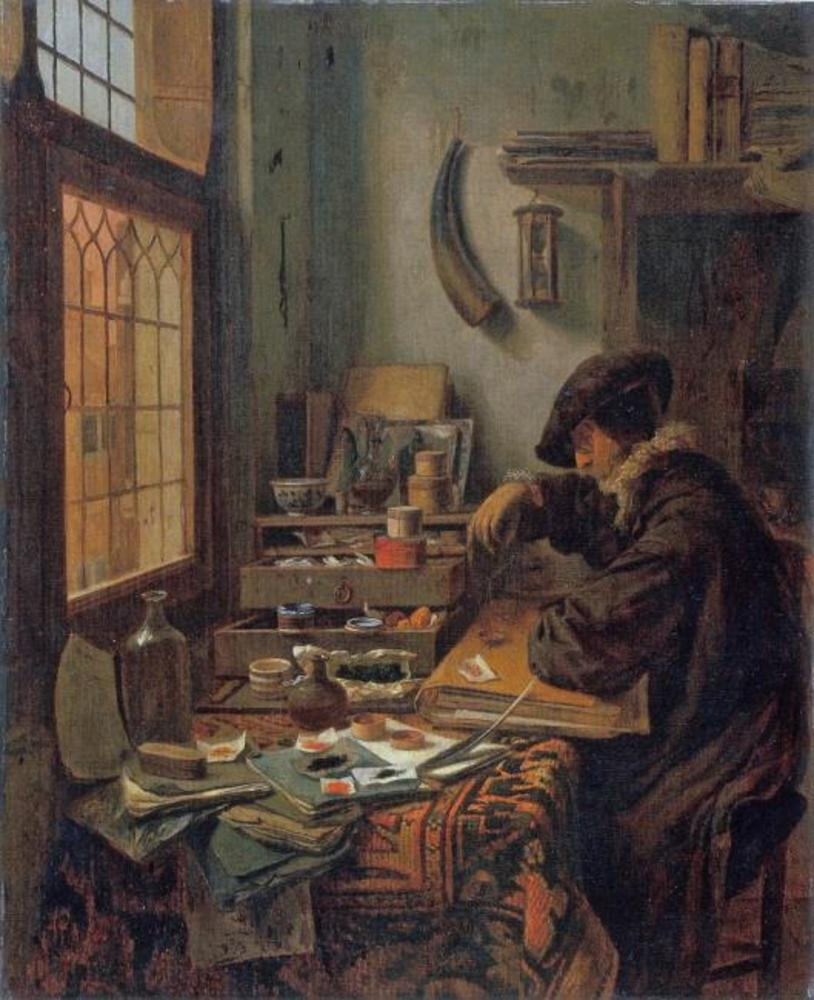
絵具屋の店内　(1650) ライプツィヒ造形美術館蔵
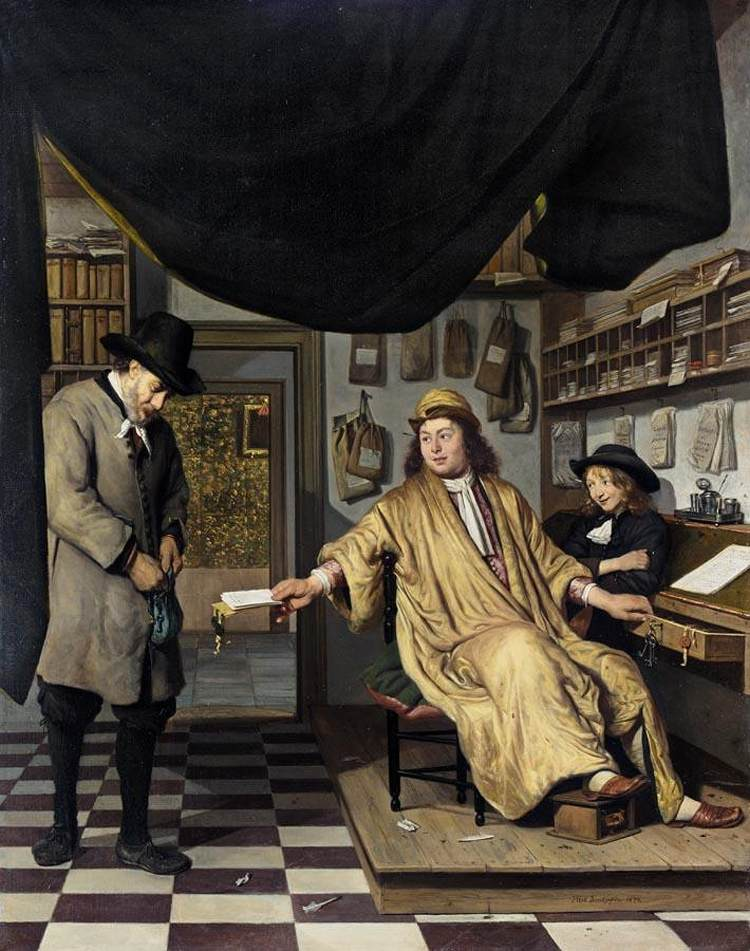
事務所の公証人(1672) 個人蔵
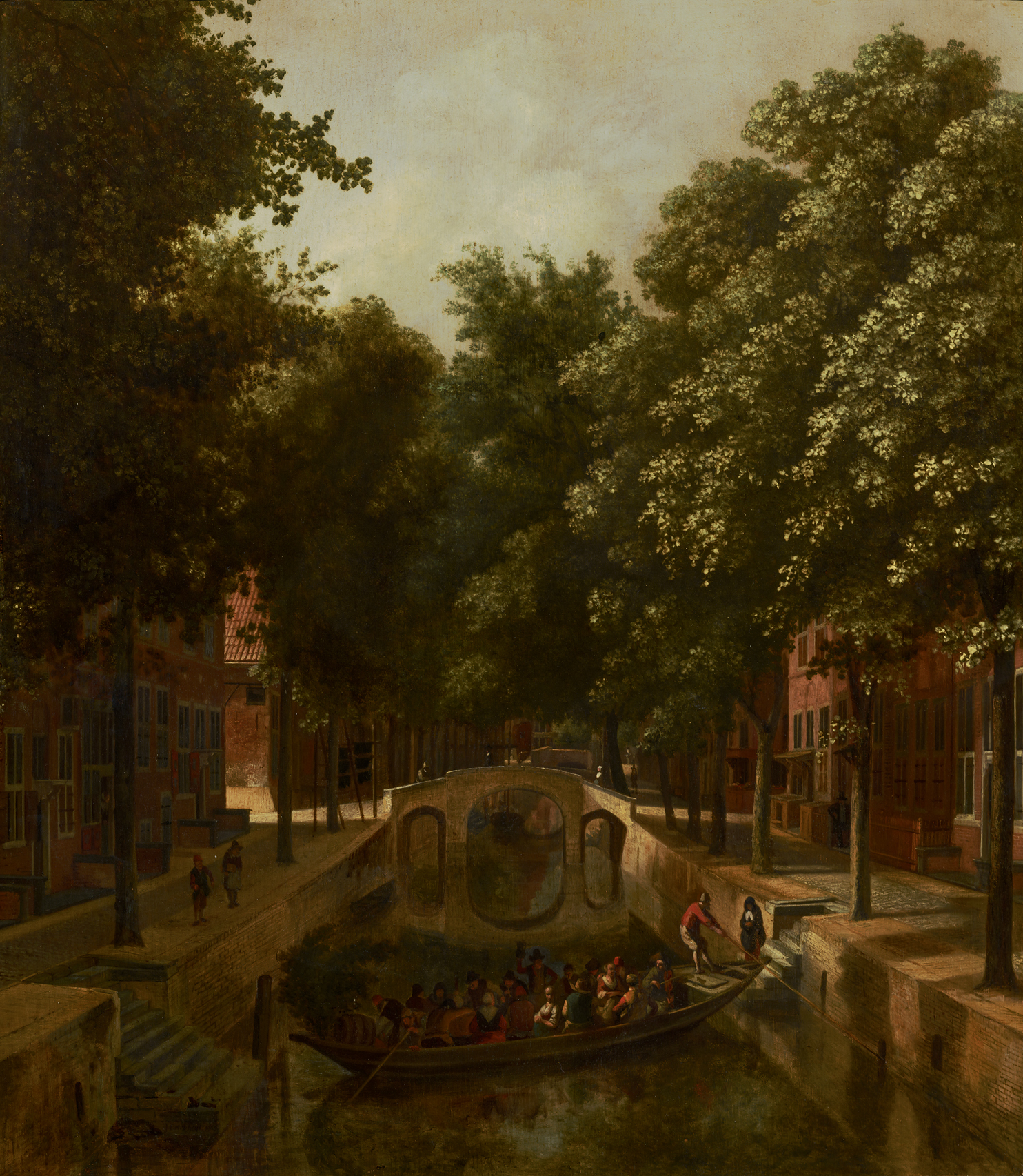
オランダの運河風景(1666) マウリッツハイス美術館蔵

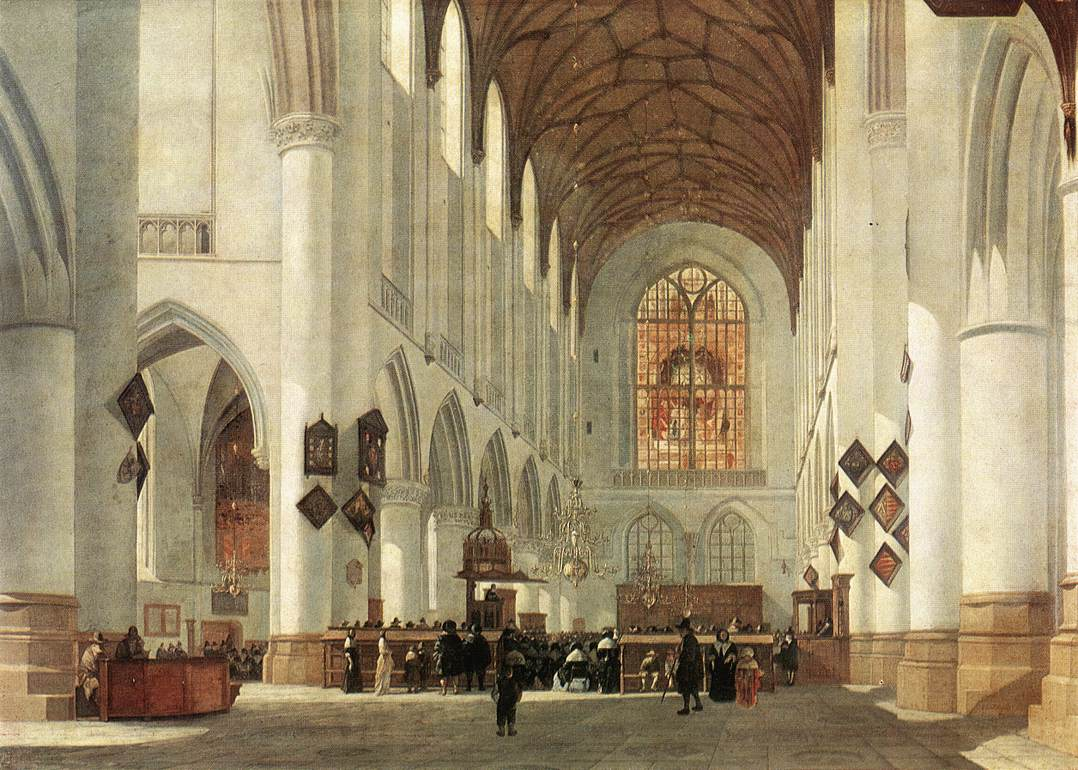
ハールレムの聖バーフ大聖堂の内部 (1665) アルテ・マイスター絵画館蔵
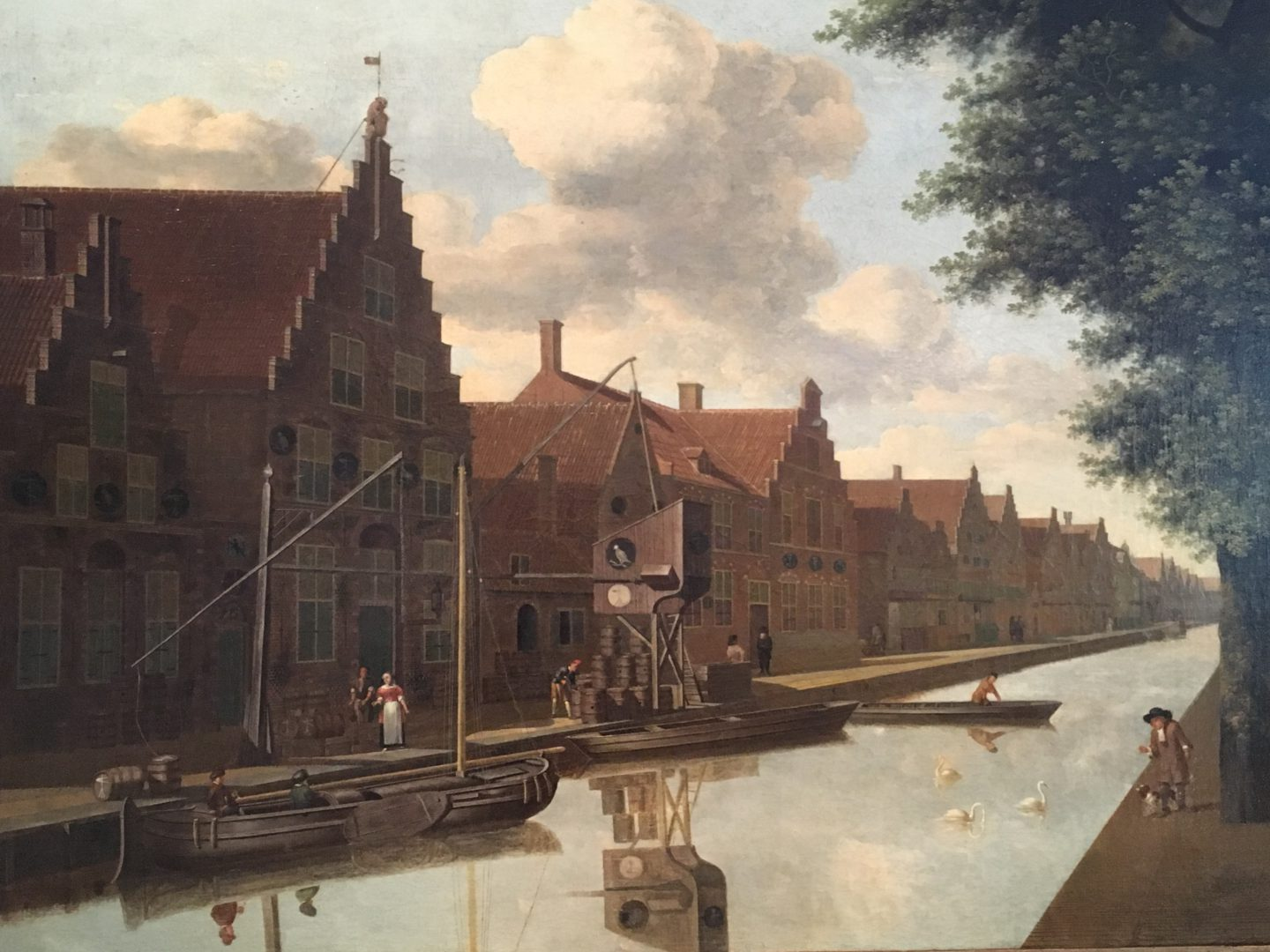
ハールレムの運河と醸造所
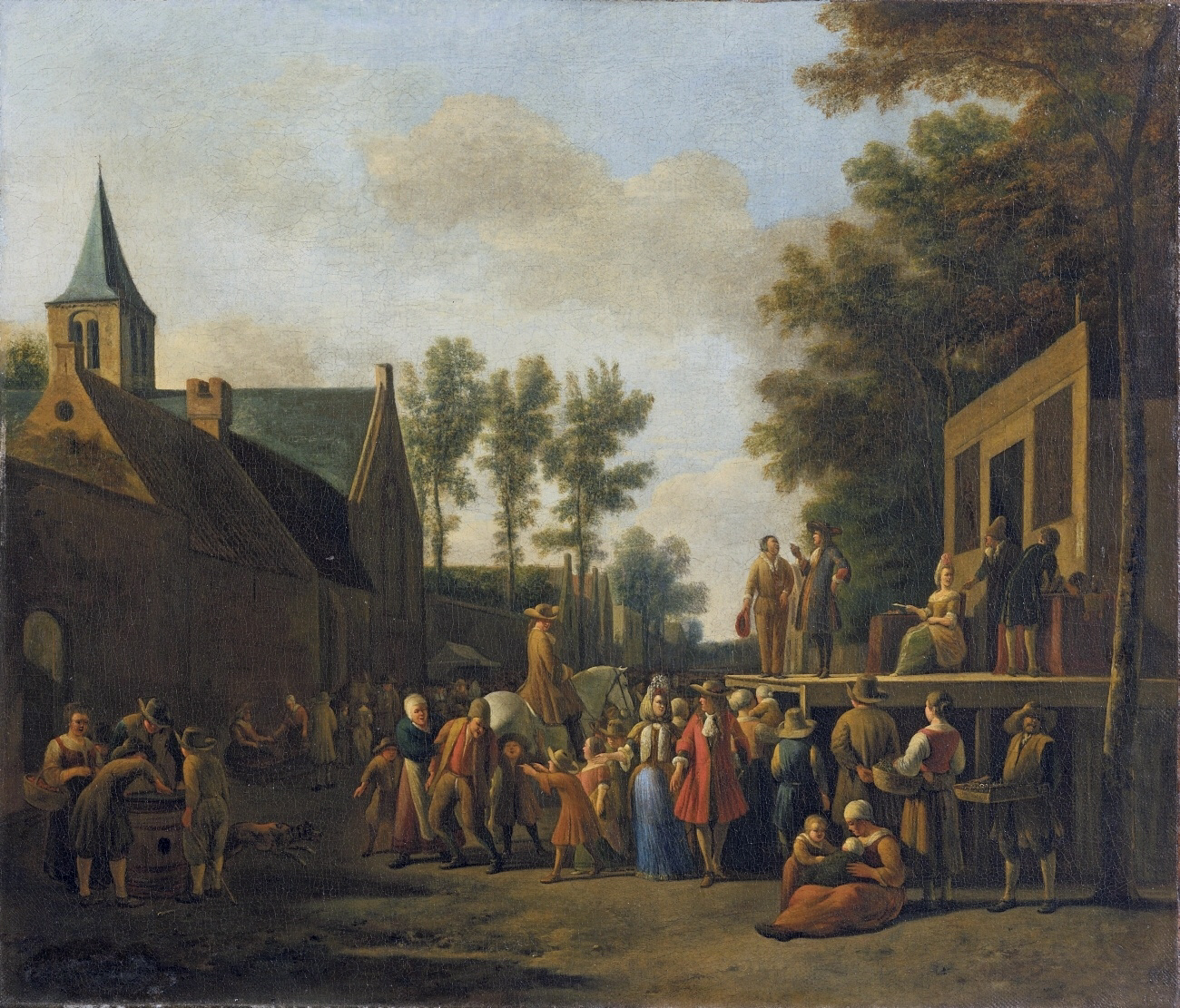
舞台のある街の風景（ヘリット・ベルクヘイデと共作） 個人蔵